# Callisto pfaffenzelleri
Callisto pfaffenzelleri là một loài bướm đêm thuộc họ Gracillariidae. Nó được tìm thấy ở Anpơ và Slovenia.
Ấu trùng ăn Amelanchier, Cotoneaster integerrimus và Sorbus. Chúng ăn lá nơi chúng làm tổ.